# Clinton, Ohio
Clinton là một làng thuộc quận Summit, tiểu bang Ohio, Hoa Kỳ. Năm 2010, dân số của làng này là 1214 người.

## Dân số
- Dân số năm 2000: 1337 người.
- Dân số năm 2010: 1214 người.